# Souna
Souna és una regió històrica del sud del Senegal, que ocupa la regió a l'est del riu Casamance a Sédhiou, quedant limitada al nord pel mateix riu (que després d'uns quilòmetres en direcció nord gira cap a l'est). La població és manding i jola. Alguna població de la zona encara agrega el nom de Souna al de la pròpia població (Sare Souna, Makumba Souna...) 

## Història
El 1860 els francesos havien dominat la regió del Casamance fins a Sédhiou però restava sotmetre la regió anomenada Souna, un territori fèrtil habitat pels mandings musulmans, just enfront de Sedhiou, a l'altre costat del riu. El comandant Pinet-Laprade va sortir de Gorée el 5 de febrer de 1861 amb sis vaixells; van remuntar el riu i el dia 10 van desembarcar 700 homes enfront de Sedhiou i van ocupar Sandiniéri, l'endemà els pobles de Diagabar i Dioubougou i l'endemà el de Bombadiou, pobles tots els quals foren cremats. Els caps de poblacions van venir a demanar la pau i el Souna va reconèixer la sobirania de França. La campanya només va costar als francesos 4 morts i 15 ferits.